# Asplenium × chasmophilum
Asplenium × chasmophilum là một loài dương xỉ trong họ Aspleniaceae. Loài này được Van den heede & Viane mô tả khoa học đầu tiên năm 2002.
Danh pháp khoa học của loài này chưa được làm sáng tỏ. 